# Otavák
Az otavák (angolul: Ottawa, más változatok: Odawa, Odaawaa) egy észak-amerikai, (az északkeleti indiánok közé tartozó) népcsoport, a név jelentése: kereskedők. Rokonságban állnak, de nem azonosak az odzsibuákkal. Történelmileg a Huron-tó északi partján telepedtek le. Körülbelül tizenötezer otava él napjainkban Michigan államban, Ontarióban és Oklahomában. Az otava nyelv az odzsibua nyelv egy elkülönült nyelvjárásának tekinthető, melyet a szinkópák gyakori használata jellemez. Az otava nyelv – az odzsibua nyelvhez hasonlóan – az algonkin nyelvcsaládba tartozik.
Az odzsibuákhoz hasonlóan, az otavák általában a Nishnaabe szóval hivatkoznak önmagukra, melynek jelentése eredeti nép.
Az otavák és az odzsibuák hosszú időn át a Három Tűz Tanácsának nevezett szövetséghez tartoztak, melynek az irokézek és a sziúk voltak az ellenségei. Az otavák a franciákkal is szövetkeztek az angolok ellen, melynek legnagyobb horderejű vállalkozása a Pontiac otava főnök vezette indiánfelkelés volt 1763-ban. Egy évtizeddel később Egushawa főnök vezette az otavákat a britek szövetségeseként az amerikai függetlenségi háborúban. Az 1790-es években Egushawa újra számos hadjáratot vezetett az amerikaiak ellen az Északnyugati indián háborúban.
A nép neve angol átiratában az Ontario-beli Ottawa település és az Ottawa folyó névadója lett, habár az otavák szorosan vett szállásterülete (kereskedelmi kapcsolataikat leszámítva) az európai gyarmatosítók megérkezésének idején jóval a róluk elnevezett várostól és folyótól nyugatra húzódott.

## Otava közösségek
- Walpole Island, az Ontario és Michigan között fekvő területen.
- Oklahomai otava törzs
- Grand River törzsei, Michigan
- Otava és odzsibua indiánok nagy törzse , Michigan
- Burt Lake törzs, Michigan
- Otava indiánok kis törzsei, Michigan
- Otava indiánok kis folyómenti törzse, Michigan
- Wikwemikong, Ontario, Kanada